# Bělostok
Bělostok (polsky Białystok (IPA /bʲawɨstɔk/) ve 2. pádě Białegostoku (IPA /bʲawɛgɔstɔku/), německy Bjelostock, litevsky Balstogė, rusky Белосток, bělorusky Беласток, v jidiš ביאַליסטאָק‎, slovensky Bielostok) je hlavní a největší město Podleského vojvodství v severovýchodním Polsku. Leží na řece Biała, 50 kilometrů od hranic s Běloruskem. V roce 2024 zde žilo 290 386 obyvatel. Z 16 hlavních měst polských vojvodství je Bělostok 2. nejhustěji osídlené, 10. podle počtu obyvatel a 13. podle rozlohy. Plní funkci administračního, hospodářského, vědeckého a kulturního centra regionu. S přilehlými okresy tvoří město bělostockou aglomeraci. 
Bělostok je univerzitním městem, má zde sídlo mezinárodní akademická organizace Centrum informací a organizace výzkumu veřejných financí a daňového práva zemí Střední a Východní Evropy, a to na zdejší právnické fakultě. Vedle univerzity se v Bělostoku také nachází Lékařská akademie.

## Název
Etymologický základ názvu Białystok jsou slova „biały“ (bílý) a „stok“ (soutok). Řeka protékající městem nese název „Biała“ (Bělá), jedna z verzí ukazuje na to, že název města pochází právě odtud. V dnešní polštině slovo „stok“ znamená svah, a tak se zdejší obyvatelé mylně domnívají, že jde o Bílý svah. Samotný název se skloňuje jako dvě slova, ačkoliv se cca od 15. století píše dohromady. V polštině tedy 2. pád zní Białegostoku, nikoliv Białystoku. I když město má český historický název Bělostok, často se v médiích objevuje název města v původním znění, ale s českým skloňováním. Situace je podobná jako u názvu Vratislavi, kdy je namísto českého názvu používán polský – Wrocław.

## Historie

### Starověk
Archeologické nálezy ukazují, že první osídlení na území dnešního Bělostoku jsou z doby kamenné. Hroby starověkých osadníků se nalézají v městské čtvrti Dojlidy. V rané době železné byla oblast osídlena Prusy, Jatvingany a lidem zarubiněcké kultury, kteří zde stavěli mohyly (přesněji kurhany), hrobky svých vůdců, v oblasti nynější vsi Rostołty. Od těchto dob byl Bělostok křižovatkou kultur. Díky obchodním cestám spojujícím Černé moře s Baltským se rozvíjela osídlení jatvingské, staroruské a polské kultury.

### Středověk

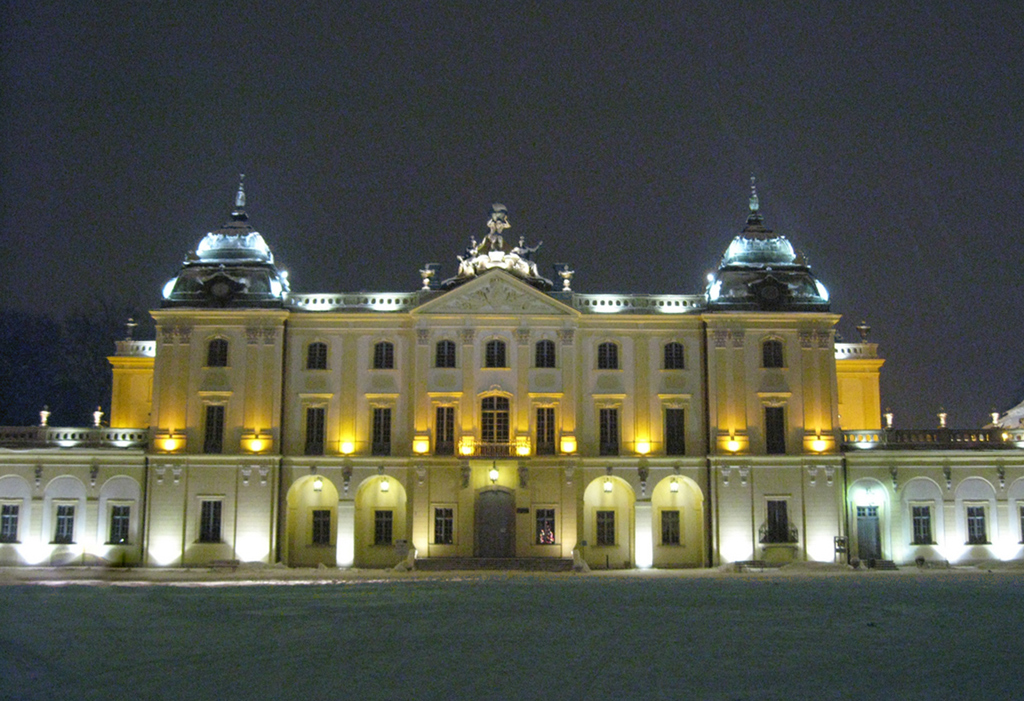
Palác Branických

V raně feudálním období tato oblast zůstávala bez příslušnosti k některému ze sousedních států. Rivalita mezi řádem německých rytířů, Litvou, mazovskými a ruskými knížaty skončila tím, že ve 14. století byla území dnešního města přičleněna k Litvě.
Poté, co Litva přijala západní křesťanství (1385 – polsko-litevská unie v Krevě), se začali v Białystoku objevovat misionáři, nejčastěji německého původu. První písemná zmínka o Bělostoku pochází z roku 1426 a je uvedena v dokumentu, v němž velkokníže litevský Vitold dává ves Bielszczany Stok Matěji z Tykotína.
V polovině 15. stol. přešla území pod správu žmuďského bojara Jakuba Raczka Tabutowicze. Jeho rodina vybudovala první dvory v Dojlidech a v Bělostoku.

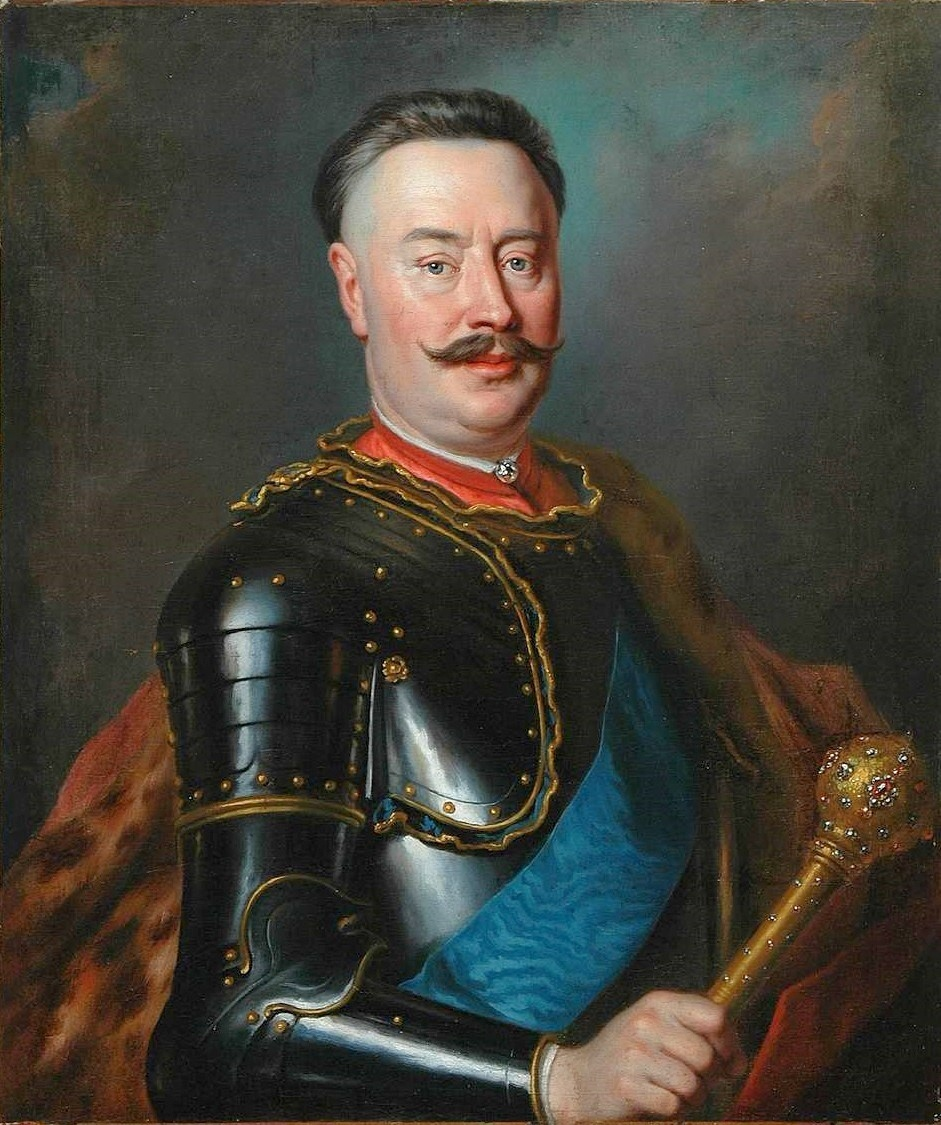
Jan Klemens Branický

### 15. století
V místě dnešního Náměstí Kościuszka, se křižovaly cesty do Suraże, Wasilkowa a Chorošti a právě kolem této křižovatky začala spontánní výstavba města. Kolem roku 1547 byl v místě dnešního kláštera Sester milosrdenství zbudován dřevěný kostel, u kterého byla roku 1578 postavena krčma. Po Lublinské unii v roce 1569 se Bělostok stal součástí koruny Polského království. V letech 1617–1626 byl postaven dodnes zachovaný Starý farní kostel z nadace maršálka Piotra Wiesiołowského. Piotr Wiesiołowský nechal také postavit zděný goticko-renesanční zámek.

### Éra rodu Branických
Polský rod Branických je považován za zakladatele moderního města. Stefan Mikuláš Branický pověřil nizozemského architekta Tylmana van Gameren přebudováním zámku Wiesiołowských v barokní rezidenci. Tato rekonstrukce kompletně změnila vzhled budovy, která díky tomu získala jméno „Versailles severu“. Byla dodána například jónská kolonáda a velké množství soch. Další práce na rekonstrukci zámku pokračovaly za syna Stefana Mikuláše Branického – Jana Klemense Branického a jeho ženy Izabely Poniatowské. Město, rostoucí ve stínu Paláce Branických, dostalo městská práva okolo roku 1692. Z roku 1727 pochází první zmínka o bělostockém pravoslavném kostele, který se nacházel v místě dnešní pravoslavné katedrály sv. Mikuláše. V roce 1745 začala stavba bělostocké radnice. Téhož roku založil J. K. Branický první vojenské učiliště v Polsku – Vojenskou školu stavebnictví a inženýrství. Roku 1769 se poblíž Białystoku odehrála bitva pod Olmontami mezi barskými konfederáty a vojsky cara, jež v bitvě zvítězila. V roce 1795, po třetím rozdělení Polska, se město dočasně stalo součástí Pruska.

### 19. a 20. století

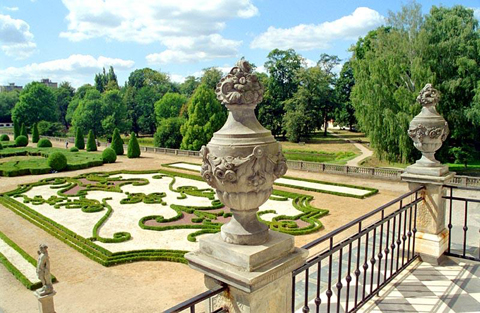
Zahrady Paláce

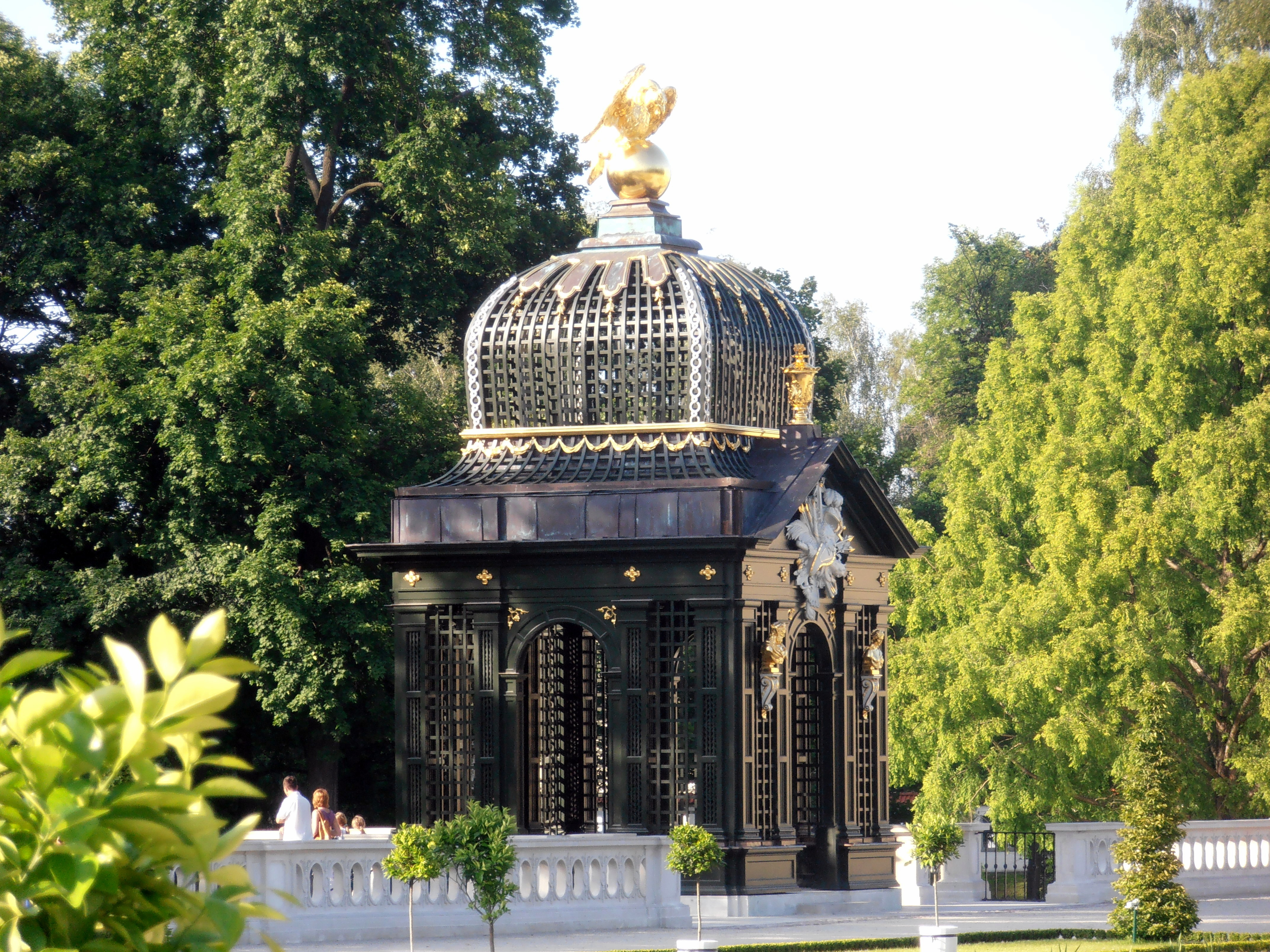
Altánek v zahradě Paláce Branických

V 19. století město změnilo svůj rezidenční charakter na administrativní a průmyslový. V letech 1807–1915 byl Bělostok na hranicích s Ruským Impériem. Do roku 1842 bylo město hlavním městem obvodu bělostockého, poté bylo připojeno do grodeňské gubernie. Po listopadovém povstání 1830–1831 se poblíž města ustavila celní hranice mezi Kongresovým Polskem a Ruskem, což vyvolalo vlnu ekonomické migrace lodžských továrníků. To přispělo k dynamickému rozvoji tenkrát ještě provinciálního městečka, jež dostalo přezdívku Manchester severu. Roku 1862 byla přes Bělostok vybudována železnice z Varšavy do Petrohradu, jež také přispěla k hospodářskému rozvoji města. Roku 1892 byl spuštěn systém potrubí. V letech 1915–1919 bylo město okupováno německou armádou.
Roku 1920 vyhrálo polské vojsko v Bělostocké bitvě nad bolševiky, a tím uvolnili město z ruské okupace. Do 1939 bylo město už v nezávislém Polsku hlavním městem bělostockého vojvodství.
V říjnu 1939 po rozdělení Polska byl Bělostok připojen k Běloruské SSR a dostal status hlavního města bělostockého obvodu. V červnu 1941 město obsadil Wehrmacht, vojsko Třetí říše, došlo zde k urputným bojům (bitva u Bělostoku a Minsku), v nichž byly hlavní síly sovětské západní fronty obklíčeny a poraženy. Ke konci července téhož roku vytvořili nacisté bělostocké ghetto, v němž roku 1943 vypukla vzpoura. Bělostočtí Židé byli nakonec vyvražděni ve vyhlazovacích táborech v Treblince a v Majdanku. V červenci 1944 se odehrály těžké boje o osvobození Bělostoku, které město velmi poškodily. Po 2. světové válce zrekonstruované město navždy ztratilo svůj předchozí charakter, který byl dědictvím jeho historie. 
Díky poválečným migracím venkovského obyvatelstva se Bělostok zvětšil několikanásobně. V tomto období vznikly početné vyšší školy a nová průmyslová střediska. Od roku 1999 se hlavní město Podleského vojvodství dynamicky rozvíjí. V roce 2006 zabral Bělostok další 4 obce.

## Geografie
Bělostok leží na Bělostocké vysočině (polsky Wysoczyzna Białostocka), která je částí makroregionu Severopodleská nížina (pol. Nizina Północnopodlaska). Nachází se ve střední části Podleského vojvodství. Městem protéká řeka Biała, která je levým přítokem Supraśli.
Podle dat z 1. ledna 2009 rozloha města je 102,12 km². Bělostok leží v historické části Podlesí. Díky zeměpisným podmínkám (město leží v sousedství Běloruska, Litvy a Ruska) v průběhu dějin v Białystoku spolu žili lidé různých kultur, vyznání a národů, což mělo vliv na specifický charakter města.

### Podnebí

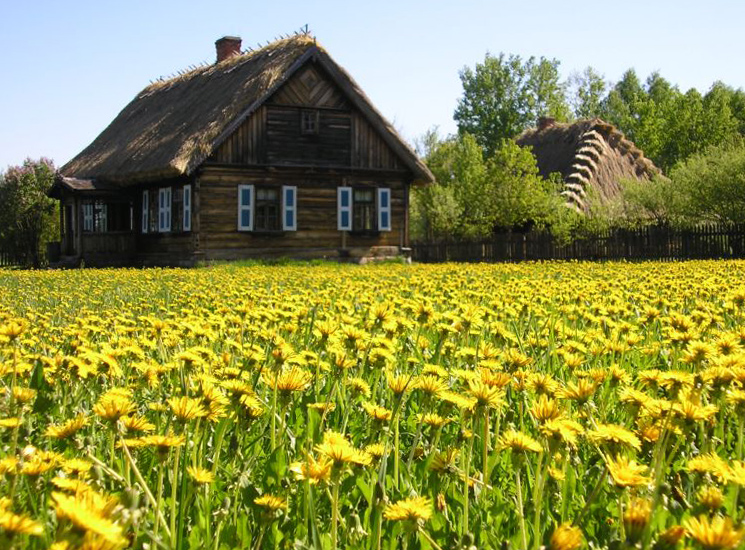
Muzeum venkova

Podnebí Bělostoku je výrazně chladnější než v jiných nížinných částí Polska. Průměrná teplota v lednu je v hranicích od –4 do 6 °C, jsou tedy nejnižší v Polsku. Průměrná roční teplota je okolo +7 °C. Počet mrazivých dní je od 50 do 60, s námrazami od 110 do 138 dní a čas pokrytí sněhem od 90 do 110. Průměrná suma ročních srážek je okolo 550 mm a vegetační doba trvá od 200 do 210 dní.

### Příroda
Nachází se v oblasti, které se říká „Zelené plíce Polska“. Zhruba 32 % jeho povrchu je pokryto zelení. Parky a náměstí a také 1779 ha lesů, které se nacházejí v hranicích města tvoří specifické a zdravé mikroklima. V oblasti Bělostoku jsou dvě přírodní rezervace. Městská aglomerace sousedí s Narewským národním parkem. Takové umístění přírodní rezervace v bezprostřední blízkosti města je unikátní. Díky těmto hodnotám byl Bělostok roku 1993 jako první město v Polsku přijat do mezinárodního projektu „Síti zdravých měst“ řízeného Světovou zdravotnickou organizací. Na ploše města se nacházejí 3 přírodní rezervace:
- Les Zwierzyniecký
- Rezervace Antoniuk
- Rezervace Bagno

## Administrativní dělení
Město je rozděleno na 29 správních jednotek (osiedla). Prvních 27 z nich bylo vytvořeno 25. října 2004, 28. okrsek Dojlidy Górne vznikl 23. října 2006 ze tří osad (Dojlidy Górne, Kolonia Halickie a Zagórki), které byly k městu připojeny. Na začátku roku 2021 vznikla nová čtvrť Bagnówka.
Centrum města, tzv. Osiedle Centrum, obklopuje Lipovou ulici – hlavní ulici města, která se táhne od Kościuszkova náměstí až k náměstí Niepodległości. V průběhu staletí vystřídala tato ulice několik názvů: Choroska, Nowolipie, Lipowa, Józefa Piłsudského, Adolfa Hitlera a Josifa Stalina, po skončení druhé světové války opět se však navrátila ke svému původnímu názvu.

### Metropolitní oblast
Bělostocká aglomerace byla oficiálně vyhlášena vojvodským nařízením č. 52/05 ze dne 16. května 2005, aby napomohla hospodářskému rozvoji regionu. V roce 2006 měla metropolitní oblast 450 254 obyvatel. Obce přiléhající k Bělostoku pomalu ztrácejí svůj zemědělský charakter a stávají se rezidenčními příměstskými čtvrtěmi s rodinnými domy a malými podniky.

## Kultura

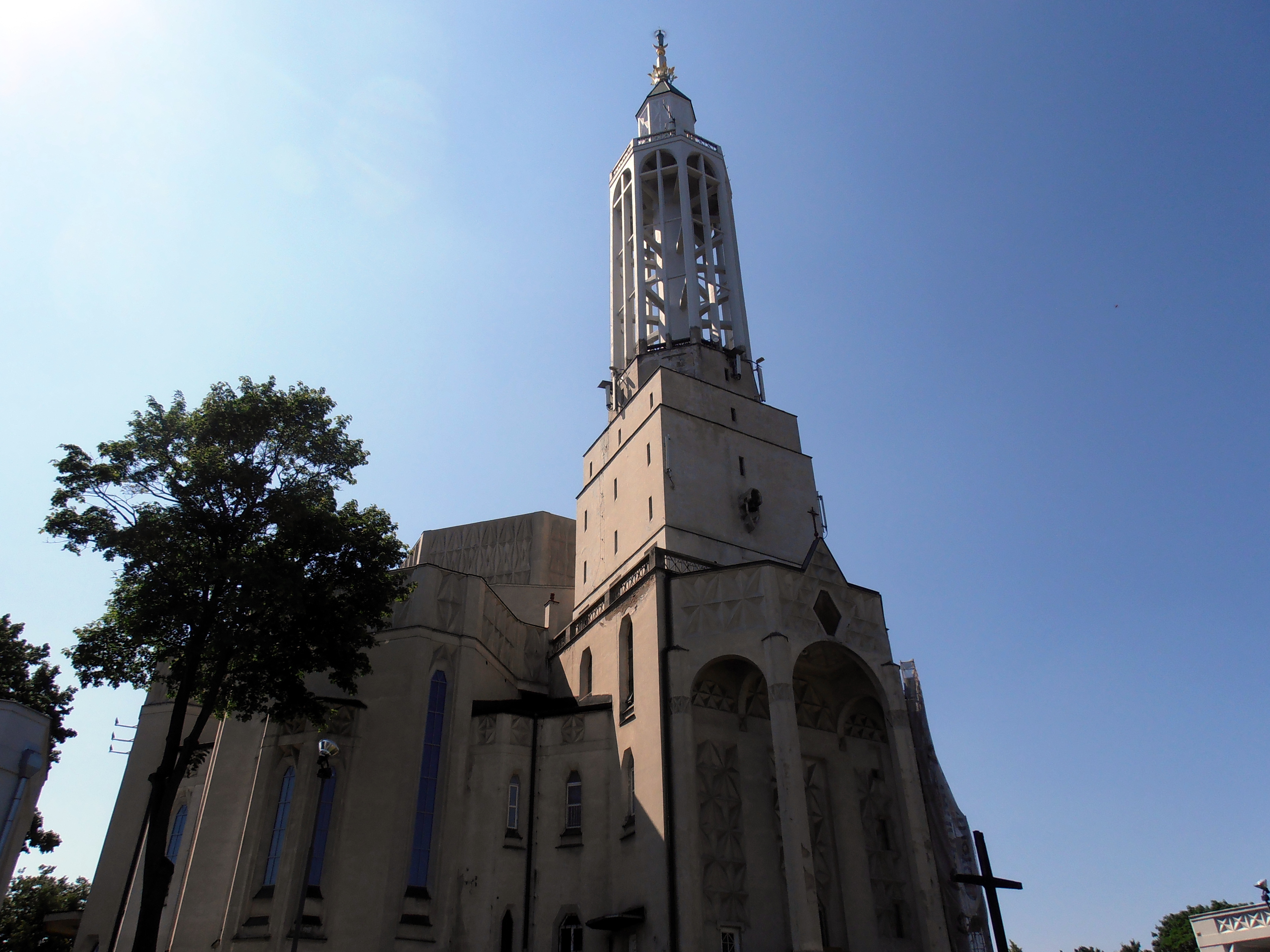
Kostel sv. Rocha v Bělostoku

Z významných památek se ve městě nachází například palác Branických, pravoslavný chrám sv. Mikuláše, kostel sv. Rocha. V okolí města je celá řada přírodních parků. Pozoruhodný je též pravoslavný klášter v Supraślu s výstavou ikon. V nedalekých Bohonikách lze navštívit funkční mešitu polských Tatarů.

## Sport

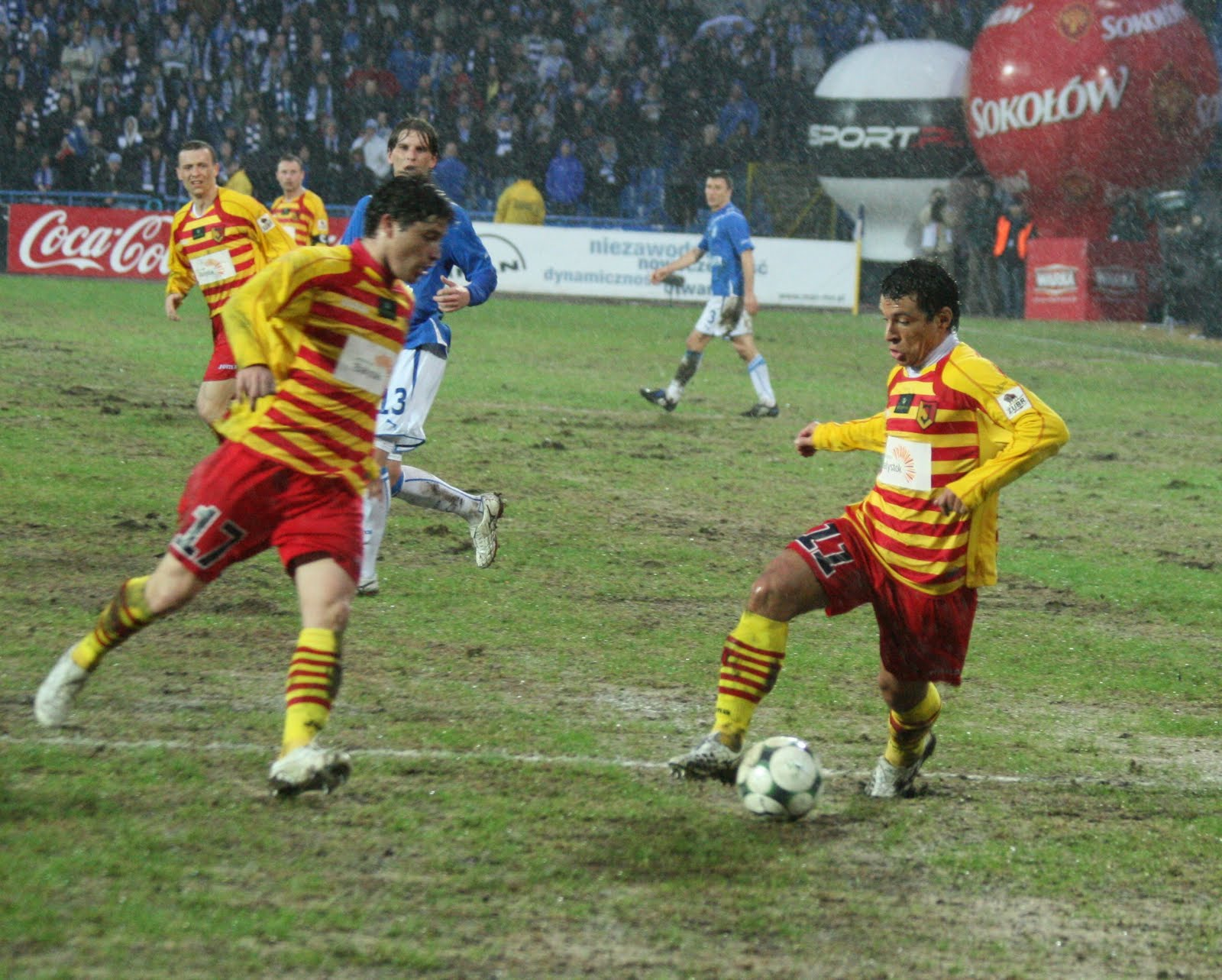
Zápas Jagiellonia – Lech Poznań

Ve městě působí profesionální i amatérské sportovní týmy a zároveň se zde nachází řada sportovišť. Jagiellonia Białystok je polský fotbalový klub se sídlem v Białystoku, působící v Ekstraklase (nejvyšší polská liga), který hraje na Městském stadionu v Białystoku. Tým získal v roce 2010 Polský pohár a Superpohár, v roce 2024 se pak stal mistrem Polska. Na začátku roku 2015 byl ve městě dokončen nový stadion s kapacitou 22 500 diváků. Ve městě působí také futsalový tým Słoneczny Stok Jagiellonia Białystok, který hraje nejvyšší polskou soutěž Futsal Ekstraklasa (od sezóny 2022-23).
Atletický klub Podlasie Białystok je jedním z nejlepších atletických klubů v Polsku, několikanásobný mistr Polska družstev, naposledy v roce 2022.
Lowlanders Białystok je místní klub amerického fotbalu, který hraje polskou fotbalovou ligu, a je trojnásobným mistrem v Polish Bowlu.
Mezi další významné kluby patří mužský fotbalový tým Hetman Białystok (s vedlejšími oddíly boxu a kontraktního bridže), basketbalový klub Żubry Białystok, a fotbalový klub Włókniarz Białystok s mužským i ženským oddílem. Všechny zmíněné týmy hrají od sezóny 2022–23 nižší ligu.

## Esperanto
S Białystokem je také spojeno esperanto, mezinárodní pomocný jazyk vytvořený místním rodákem Ludvíkem Lazarem Zamenhofem. U příležitosti 150. výročí jeho narození se zde v červenci 2009 za podpory města uskutečnil 94. ročník Světového esperantského kongresu.

## Osobnosti
- Paul von Lilienfeld (1829–1903), ruský sociolog a politik, v letech 1867–1885 guvernér Kuronska
- Ludvík Lazar Zamenhof (1859–1917), oční lékař, filolog a tvůrce esperanta
- Maxim Maximovič Litvinov (1876–1951), ruský revolucionář, v letech 1930–1939 sovětský ministr zahraničí
- Max Weber (1881–1961), americký malíř a sochař
- Dziga Vertov (1896–1954), ruský režisér
- Ryszard Kaczorowski (1919–2010), polský exilový prezident
- Izabella Scorupco (* 1970), polsko-švédská herečka, zpěvačka a modelka
- Tomasz Frankowski (* 1974), bývalý polský fotbalový útočník
- Wojciech Nowicki (* 1989), polský atlet, kladivář, dvojnásobný mistr Evropy, vicemistr světa a olympijský vítěz z LOH 2020

## Partnerská města
Partnerský městy Bělostoku jsou:
- Bahir Dar, Etiopie
- Bochum, Německo
- Bornova, Turecko
- Čchung-cuo, Čína
- Dijon, Francie
- Dobrič, Bulharsko
- Eindhoven, Nizozemsko
- Jehud, Izrael
- Jelgava, Lotyšsko
- Kaunas, Litva
- Lusaka, Zambie

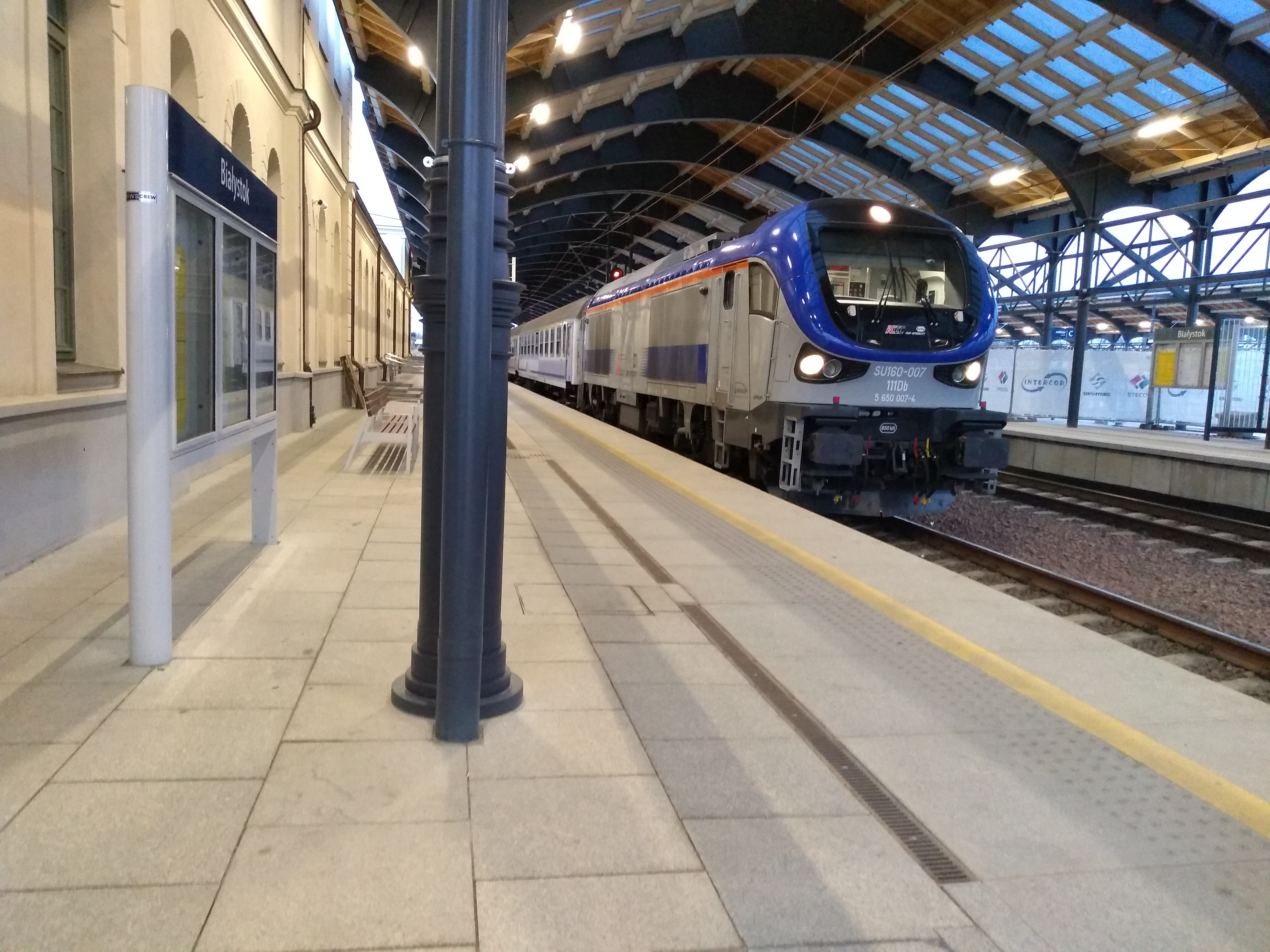
Železniční stanice

Logo města

- Milwaukee, Spojené státy
- Mazara del Vallo, Itálie
- Pchadžu, Jižní Korea
- Reggio di Calabria, Itálie
- Saint Louis, Senegal
- Sliema, Malta
- Urgenč, Uzbekistán

Po zahájení ruské invaze na Ukrajinu v roce 2022 vypovědělo město vzájemnou spolupráci s ruskými městy Kaliningrad, Irkutsk, Pskov a Tomsk, a s běloruským městem Grodno.